# Alstonia scholaris
Alstonia scholaris är en oleanderväxtart som först beskrevs av Carl von Linné, och fick sitt nu gällande namn av Robert Brown. Alstonia scholaris ingår i släktet Alstonia och familjen oleanderväxter. IUCN kategoriserar arten globalt som livskraftig. Inga underarter finns listade i Catalogue of Life.